# Garcia Moniz de Ribadouro
Garcia Moniz de Ribadouro, chamado O Gasco (f. depois de 1068) foi um nobre português do século XI. Atribui-se-lhe a fundação do Mosteiro de Travanca.

## Biografia

### A origem
Os velhos relatos contam que, em 999, num ano de mudança no reino de Leão, uma vez em que se dá a morte de Bermudo II e a ascensão do conde Mendo Gonçalves de Portucale à regência do pequeno Afonso V, teriam ocorrido na foz do Douro um desembarque de Cristãos, comandados por Monio Viegas, o suposto fundador da estirpe ribaduriense (ou gascã) que seria oriundo da Gasconha. Esta informação pode ser crível, mas na doação que Garcia Moniz faz em 1068 ao rei da Galiza, se refira a bens que herdara os bens que doava dos avós, pelo que estes, os supostos pais do “fundador da Gasconha” já tinham domínio no Ribadouro, e assim Monio não conquistou tal domínio, mas herdou-o, não podendo desta forma advir da Gasconha, pois era natural de Portugal, provavelmente de um lugar português chamado Gasconha (ou Casconha, no atual concelho de Paredes).

### Primeiros anos
Garcia era filho segundo do grande Monio Viegas I de Ribadouro, que é geralmente considerado o fundador da dinastia dos Ribadouros. Sua mãe se chamava Válida Trocosendes de Baião, filha de Dom Trutesendo Galindes de Baião e Moninho Viegas. Pelo patronímico, é possível dizer que o seu avô paterno se chamava Egas, provavelmente Egas Moniz, nome que viria a ser bastante comum na família (aliás, era o nome do seu irmão mais velho e herdeiro da casa).

### A fundação de Travanca e a questão com o Mosteiro de Soalhães
A primeira notícia de Garcia é de 1008, quando o pai lhe doara a vila de Travanca, sem obrigação de a repartir com o seu irmão Egas, mas com a de edificar um mosteiro, que terá fundado nesse ano.
Também se sabe que Garcia Moniz atacou o mosteiro de Soalhães, apoderando-se-lhe de herdades e tentando também obter o seu padroado. Desta forma, os presbíteros Afonso e João moveram causa contra ele junto dos “vigários” do rei Fernando I de Leão e Castela em Portugal, a saber, Diogo Trutesendes, Mendo Dias e Gosendo Arnaldes de Baião. Falhando a primeira instância, os próprios vigários conduziram a questão a Palência do Conde, perante o próprio rei Fernando e seu conselho, composto dos bispos Alvito, Diogo Vestruariz, Mauselo, Miro e Sisnando (o bispo do Porto), do conde Sancho Vasques, Nuno Mendes (provavelmente o que viria a ser caudilho dos Portugueses) e Framego Dias e dos infanções portugueses Gomes Echegues de Sousa, Mendo Gonçalves da Maia e Godinho Viegas, além de vários outros fidalgos; aí se decidiu a causa a favor do mosteiro, de que aliás eram padroeiros os avós de Garcia Moniz, e este acabou por fazer prazo da herdade em questão aos presbíteros.

### Últimos anos
Surge novamente na documentação, numa das suas últimas vezes, em 1066, quando, com sua esposa Elvira, faz uma vastíssima doação a Garcia II da Galiza; Em 1068 aparece um Monio Viegas (II) chamar seu sobrinho, e neto de outro Monio Viegas (I). Sabe-se que em 1068 este Monio sobrinho recebe do rei da Galiza uma parte dos bens que o tio doara dois anos antes.

### Morte
Segundo a tradição, Garcia terá falecido em 1068, em combate contra os Mouros:
Citação: En aquel tiempo llamavanle la Foz de Duero Malo, y lidiaron alli con grande exercito de Moros por muchas vezes y fue muerto por ellos en un recuentro dõ Garcia Moñiz el Gasco (...)

## Casamento e descendência
Garcia foi casado com uma senhora de nome Elvira, de origens desconhecidas. Tiveram um filho chamado:
- Dom Rodrigo Garcia de Ribadouro, ou Olívio Garcia, que herdou do pai bens na Terra de Favões.